# Fortunearia sinensis
Fortunearia es un género monotípico de plantas fanerógamas perteneciente a la familia Hamamelidaceae. Su única especie, Fortunearia sinensis, es originaria de  China. 

## Descripción
Son arbustos o pequeños árboles, que alcanzan un tamaño de 5 m de altura; las ramas jóvenes con pelos de color gris-marrón, el crecimiento más viejo secado marrón o gris-marrón, glabra, lenticelado escasamente; brotes diminutos, desnudo. Pecíolo de 4-10 mm; Limbo obovadas o elíptico-obovadas, de 7-16 × 4-10 cm, membranosa, secado discolora, envés velloso, adaxialmente pubescente a lo largo de la nervadura central, base redondeada u obtusa, margen dentado, ápice agudo; con 6-10 venas laterales a cada lado. Las inflorescencias de 4-8 cm; con pedúnculo de 1-1,5 cm; brácteas y bractéolas lanceoladas, 1,5-2 mm.  Pétalos estrechamente lanceoladas, más cortos que los sépalos.  La fructificación con pedicelos de 5-10 mm; cápsulas ovoides-globosas, de 12-15 mm, glabro, lenticelado blanco, ápice agudo, dehiscente loculicida por dos válvas de 2 lóbulos. Semillas 8-10 × 5-6 mm. Fl. mar-apr, fr. may-jun.

## Distribución y hábitat
Se encuentra en los bosques; a una altitud de 800 - 1000 metros en Anhui, Henan, Hubei, Jiangxi, Shaanxi, Sichuan, Zhejiang.

## Taxonomía
Fortunearia sinensis fue descrita por Rehder & E.H.Wilson  y publicado en Plantae Wilsonianae an enumeration of the woody plants collected in Western China for the Arnold Arboretum of Harvard University during the years 1907, 1908 and 1910 by E.H. Wilson edited by Charles Sprague Sargent ... 1(3): 427–429. 1913.